# Schizotetranychus kochummeni
Schizotetranychus kochummeni är en spindeldjursart som beskrevs av Ehara 1988. Schizotetranychus kochummeni ingår i släktet Schizotetranychus och familjen Tetranychidae. Inga underarter finns listade i Catalogue of Life.